# Дженкинс, Гвилим
Гвилим Мейрион Дженкинс (англ. Gwilym Meirion Jenkins, 12 августа 1932 — 10 июля 1982) — британский статистик и системный инженер. Он наиболее известен своей новаторской работой с Джорджем Боксом над моделями авторегрессии скользящего среднего, также называемыми моделями Бокса — Дженкинса, в анализе временных рядов.

## Биография
В 1953 году получил диплом с отличием по математике, а в 1956 году — докторскую степень в Университетском колледже Лондона. После университета работал младшим научным сотрудником Королевского авиастроительного завода. За этим последовал ряд должностей приглашённого лектора и профессора в Имперском колледже Лондона, Стэнфордском университете, Принстонском университете и Университете Висконсин-Мэдисон, прежде чем в 1965 году он стал профессором системной инженерии в Ланкастерском университете. Его первоначальная работа касалась модели дискретного времени для приложений химического машиностроения.
Оставался в академических кругах до 1974 года, когда ушёл, чтобы основать собственную консалтинговую компанию. Находясь в Ланкастере, основал и стал управляющим директором ISCOL (Международная системная корпорация Ланкастера — International Systems Corporation of Lancaster). Работал в комитете исследовательской секции и совете Королевского статистического общества в 1960-х годах, основал Журнал системной инженерии (англ. Journal of Systems Engineering) в 1969 году и некоторое время выполнял общественные обязанности в Королевском казначействе в середине 1970-х годов. Его избрали в Институт математической статистики и Институт статистиков.
После окончания учёбы женился на Маргарет Беллингем (англ. Margaret Bellingham), и вместе они воспитали троих детей. Являлся энтузиастом джаза и блюза, а также опытным пианистом. Скоропостижно умер от лимфомы Ходжкина в 1982 году.

## Сочинения
- Анализ временных рядов : прогноз и управление = Time Series Analysis: Forecasting and Control. / Дж. Бокс, Г. Дженкинс; перевод с англ. А. Л. Левшина; под ред. В. Ф. Писаренко. — М. : Мир, 1974. Вып. 1. — 1974. — 406 с. : ил.
- Анализ временных рядов : прогноз и управление / Дж. Бокс, Г. Дженкинс; перевод с англ. А. Л. Левшина; под ред. В. Ф. Писаренко. — М. : Мир, 1974. Вып. 2. — 1974. — 197 с. : ил.